# El Retiro (Antioquia)
Pour les articles homonymes, voir El Retiro.
El Retiro est une municipalité située dans le département d'Antioquia, en Colombie.

## Géographie

### Localisation
El Retiro se situe au sud de Medellín.

### Hydrographie
- Lac La Fé

### Voies de communication et transports
- Vía Las Palmas en direction de l'ouest vers Caldas ;
- Vía Santa en direction de l'est vers Rionegro puis vers le nord en direction de Medellín.

## Démographie
Selon les données récoltées par le DANE lors du recensement de 2005, El Retiro compte une population de 16 974 habitants.

## Liste des maires
- 2012-2015 : Elkin Darío Villada Henao
- 2016-2019 : Juan Camilo Botero Rendón
- 2020-2023 : Nolber de Jesús Bedoya Puerta[2]

## Personnalités liées à la municipalité
- Manuel Mejía Vallejo (1923-1998) : écrivain mort à El Retiro.